# 11 يوليو
- السبت
- الأحد
- الاثنين
- الثلاثاء
- الأربعاء
- الخميس
- الجمعة

- 283 محرم 1447  هـ
- 294 محرم 1447  هـ
- 305 محرم 1447  هـ
- 16 محرم 1447  هـ
- 27 محرم 1447  هـ
- 38 محرم 1447  هـ
- 49 محرم 1447  هـ
- 510 محرم 1447  هـ
- 611 محرم 1447  هـ
- 712 محرم 1447  هـ
- 813 محرم 1447  هـ
- 914 محرم 1447  هـ
- 1015 محرم 1447  هـ
- 1116 محرم 1447  هـ
- 1217 محرم 1447  هـ
- 1318 محرم 1447  هـ
- 1419 محرم 1447  هـ
- 1520 محرم 1447  هـ
- 1621 محرم 1447  هـ
- 1722 محرم 1447  هـ
- 1823 محرم 1447  هـ
- 1924 محرم 1447  هـ
- 2025 محرم 1447  هـ
- 2126 محرم 1447  هـ
- 2227 محرم 1447  هـ
- 2328 محرم 1447  هـ
- 2429 محرم 1447  هـ
- 2530 محرم 1447  هـ
- 261 صفر 1447  هـ
- 272 صفر 1447  هـ
- 283 صفر 1447  هـ
- 294 صفر 1447  هـ
- 305 صفر 1447  هـ
- 316 صفر 1447  هـ
- 17 صفر 1447  هـ

11 يوليو أو 11 تمُّوز أو 11 يوليه أو يوم 11 \ 7 (اليوم الحادي عشر من الشهر السابع) هو اليوم الثاني والتسعون بعد المئة (192) من السنوات البسيطة، أو اليوم الثالث والتسعون بعد المئة (193) من السنوات الكبيسة وفقًا للتقويم الميلادي الغربي (الغريغوري). يبقى بعده 173 يوما لانتهاء السنة.

## أحداث
- 1302 - انتصار القوات الفلامنكية على القوات الملكية الفرنسية في «معركة كورتري» والتي تسمى أيضًا «المهاميز الذهبية».
- 1811 - عالم الفيزياء الإيطالي أميديو أفوجادرو ينشر أبحاثه حول الهيكل المولي للغاز.
- 1857 - نهاية الحملة الفرنسية المسماة «حملة جرجرة» على منطقة القبائل بالجزائر بإخماد الثورة هناك وأسر حاملة لواء الجهاد لالة فاطمة نسومر.
- 1882 - الأسطول الإنجليزي يقصف الإسكندرية ويدمر قلاعها، وواصل الأسطول القصف في اليوم التالي فاضطرت المدينة إلى التسليم ورفع الأعلام البيضاء، واضطر أحمد عرابي إلى الانسحاب بقواته إلى كفر الدوار وإعادة تنظيم جيشه.
- 1921 - استقلال منغوليا عن الصين.
- 1924 - ثورة شعبية في مدينة دلهي قام بها مسلمون وهندوس ضد الاحتلال البريطاني.
- 1927 - وقع زلزال مركزه شمال البحر الميت ، ألحق أضرارا في القدس ونابلس وأريحا واللد والرملة ، وأدى لمقتل 285 شخص.
- 1948 - (5 رمضان 1367 هـ) حدثت مذبحة اللد حيث قام اليهود الصهاينة يقتلون ما يقارب 426 فلسطيني في مدينة اللد التي احتلتها مع مدينة الرملة.
- 1971 - حكومة الوحدة الشعبية بتشيلي بزعامة سلفادور أليندي تؤمم مناجم النحاس.
- 1973 - الكشف عن محاولة لاغتيال القيادي الفلسطيني سعيد السبع في مدينة طرابلس شمال لبنان كان يقف خلفها جهاز الموساد.
- 1978 - وقوع «كارثة لوس ألفاكيس» في إسبانيا عندما لقي 215 شخصاً حتفهم بعدما انحرفت شاحنة محملة بالوقود عن مسارها لتنفجر وسط مخيم بالقرب من الطريق.
- 1979 - عودة سفينة الفضاء سكاي لاب الأمريكية إلى كوكب الأرض.
- 1982 - تتويج المنتحب الإيطالي بكأس العالم لكرة القدم لثالث مرة بتاريخها بعد فوزها على المنتخب الألماني في المباراة النهائية.
- 1987 - الأمم المتحدة تعلن أن عدد سكان الكرة الأرضية بلغ 5 مليارات نسمة وذلك حسب تقديراتها.
- 1991 - سقوط طائرة تابعة الخطوط الجوية النيجيرية من الرحلة الخطوط الجوية النيجيرية الرحلة 2120 بالقرب من مدينة جدة في المملكة العربية السعودية وتسفر عن مصرع 261 شخص.
- 1995 - وحدات من الجيش الصربي تحت قيادة الجنرال راتكو ملاديتش ترتكب مجزرة بحق مسلمي البوسنة بمدينة سربرنيتسا أدت إلى مقتل آلاف المدنيين العزل.
- 2002 - بداية أزمة جزيرة ليلى، هي أزمة حصلت بين كل من المغرب وإسبانيا حول ملكية جزيرة تورة في البحر المتوسط.
- 2008 - الإعلان عن تشكيل حكومة الوحدة الوطنية اللبنانية لتكون الحكومة الأولى بعهد الرئيس ميشال سليمان وذلك لتطبيق بقية اتفاق الدوحة.
- 2010 - منتخب إسبانيا يتوج ببطولة كأس العالم للمرة الأولى في تاريخه بعد فوزه على المنتخب الهولندي في المباراة النهائية بهدف مقابل لا شيء.
- 2018 - علماء يكتشفون أدوات حجرية يعود تاريخها لـ2.1 مليون سنة في موقع شانغشن الأثري في الصين وهي أقدم دليل على تواجد أشباه البشر خارج أفريقيا.
- 2021 - إيطاليا تُحقق بطولة أمم أوروبا للمرة الثانية في تاريخها أمام إنجلترا بعد الفوز بضربات الترجيح.
- 2022 - ناسا تكشف عن أول صورة حقل عميق التقطها مقراب جيمس ويب الفضائي وتُعَد أعمق وأدق صورة التقطت للكون في تاريخ البشرية.

## مواليد
- 1274 - روبرت الأول، ملك إسكتلندي.
- 1767 - جون كوينسي آدامز، رئيس الولايات المتحدة.
- 1832 - خاريلاوس تريكوبيس، رئيس وزراء اليونان.
- 1905 - أنيس ملحم جابر، صحفي ومحامي وكاتب لبناني.
- 1916 - الكسندر بروخروف، عالم فيزياء روسي حاصل على جائزة نوبل في الفيزياء عام 1964.
- 1920 - يول براينر، ممثل أمريكي.
- 1930 - جابر العبد الله الجابر الصباح، وزير كويتي سابق.
- 1934 - جورجو أرماني، مصمم أزياء إيطالي.
- 1945 - ناهد جبر، ممثلة مصرية.
- 1958 - هوغو سانشيز، لاعب كرة قدم مكسيكي.
- 1959 - ريتشي سامبورا، مغني أمريكي.
- 1966 -
  - غريغ غرونبرغ، ممثل أمريكي.
  - الشاب مامي، مغني جزائري.
- 1970 - جستين تشامبرس، ممثل أمريكي.
- 1974 -
  - أندري أويير، لاعب كرة قدم هولندي.
  - هيرمان هريدارسون، لاعب كرة قدم آيسلندي.
- 1975 -
  - خالد الفراج، ممثل سعودي.
  - روبن باراخا، لاعب كرة قدم إسباني.
- 1979 - سوسن أرشيد، ممثلة سورية.
- 1986 - يوان غوركوف، لاعب كرة قدم فرنسي.
- 1987 - هبة نور، ممثلة سورية.
- 1988 - حسين الموسوي، لاعب كرة قدم كويتي.
- 1990 - كارولين فوزنياكي، لاعبة كرة مضرب دنماركية.

## وفيات
- 969 - أولكا بريكراسا، ملكة أوكرانية.
- 1183 - أوتو الأول، دوق بافاري.
- 1905 - محمد عبده، عالم مسلم مصري.
- 1906 - هاينريش جيلزر، عالم كلاسيكات ألماني.
- 1916 - سكوكوم، مستكشف كندي.
- 1920 - الإمبراطورة أوجيني.
- 1937 - جورج غيرشوين، مؤلف موسيقي أمريكي.
- 1972 - عبد الرحمن فرامرزي، أكاديمي ومحامي وصحفي وشاعر إيراني.
- 1974 - بار لاغركفيست، أديب سويدي حاصل على جائزة نوبل في الأدب عام 1951.
- 2008 - مايكل دبغي، طبيب أمريكي من أصل لبناني.
- 2009 - آماليا العريس، ممثلة لبنانية.
- 2012 - سلامة أحمد سلامة، صحفي مصري.
- 2013 - نضال سيجري، ممثل سوري.
- 2015 - ساتورو إواتا، رجل أعمال ياباني.
- 2022 - مونتي نورمان، ملحن إنجليزي.

## أعياد ومناسبات
- اليوم العالمي للسكان.
- العيد السنوي للمجتمع الفلامنكي في بلجيكا.

## وصلات خارجية
- وكالة الأنباء القطريَّة: حدث في مثل هذا اليوم.
- النيويورك تايمز: حدث في مثل هذا اليوم.
- BBC: حدث في مثل هذا اليوم.